# Apollón Belvederský
Apollón Belvederský, též Apollón z Pýthie, je mramorová antická socha. Zobrazuje nahého řeckého boha Apollóna, který svými šípy zabíjí draka Pýthóna. I když o původu sochy panovaly v minulosti různé rozporuplné názory a bývala označována za starořeckou nebo za kopii starořecké sochy (vzor byl připisován zejména athénskému sochaři 4. století př. n. l. Leócharovi), většinový odborný názor ji dnes považuje za starořímskou, byť vytvořenou v helénistickém stylu. Zejména výrazně římský styl obuvi sochy je důvodem, proč se učenci domnívají, že nejde o kopii původní řecké sochy, ale o originální římské dílo. Obvykle bývá zařazováno do Hadriánovy epochy, tedy zhruba do let 120–140. Byla objevena ve střední Itálii roku 1489, během italské renesance, na niž měla také značný vliv. Zakoupil ji papež Julius II., Michelangelův žák Giovanni Angelo Montorsoli ji opravil a doplnil chybějící části a v roce 1511 byla poloveřejně vystavena v Apoštolském paláci. V roce 1796 ji odvezl Napoleon do Paříže, kde byla vystavena v Louvru. Zpět do sídla papežů byla vrácena po Napoleonově pádu v roce 1815. Ve vlastnictví Vatikánu je dodnes. Nyní se nachází v Pio-Klementinském muzeu, jež je součástí komplexu Vatikánských muzeí. Nazvána je podle nádvoří Cortile del Belvedere, kde stojí. Od poloviny 18. století byla představiteli neoklasicismu považována za nejkrásnější antickou sochu a ztělesňovala dlouho ideál estetické dokonalosti. Klíčovou roli v tom sehrál názor nejvlivnějšího historika umění své doby Johanna Joachima Winckelmanna. Hluboký obdiv k ní vyjádřili i Goethe, Schiller nebo Byron. Romantičtí literární kritici, jako William Hazlitt nebo John Ruskin, jí naopak začali ostentativně pohrdat.